# Västerås Shukokai Karateklubb
Västerås Shukokai Karateklubb, tidigare Västerås Shitoryu Karateklubb, är en av Västerås äldsta kampsportsklubbar, och startades redan år 1978.
Under årens lopp har klubben bytt stil och organisationstillhörighet några gånger, man tränade stilen Tani-ha Shito-ryu till och med 2014. Stilen klubben tränar är Kimura Shukokai.
Klubben huserade från start fram till år 2009 i Mariaberget, som var synonymt med kampsport p.g.a den stora mängden kampsportsklubbar som fanns där (karate, boxning, brottning, kendō, jūdō, taekwondo). År 2009 stängde kommunen Mariaberget och klubben fick tillgång till Stenkumlaskolans gamla matsal på Råby. Sedan hösten 2013 finns klubben i nya lokaler på Liljegatan 1, Önsta Gryta. 
Klubben var under senare 90-tal och tidigt 2000-tal framgångsrik inom tävling och tog flera SM-medaljer, RM-medaljer och även medaljer på stilarts-VM. På senare tid satsas på breddtävlingar, speciellt för barn.

## Lista över klubbens ordföranden och chefsinstruktörer genom tiderna
- 2019-vakant
- 2014-2019 Jerry Hedebratt
- 2013-2014 Niklas Nordin
- 2011-2013 Kent Hedman
- 200x-2011 Patrick Rapp

## Lista över huvudtränare
- 20xx- nuvarande Joakim Lundström